# Arebius crenius
Arebius crenius är en mångfotingart som beskrevs av Chamberlin 1941. Arebius crenius ingår i släktet Arebius och familjen stenkrypare. Inga underarter finns listade i Catalogue of Life.